# Křivoklátsko

Die geschützte Naturlandschaft Křivoklátsko

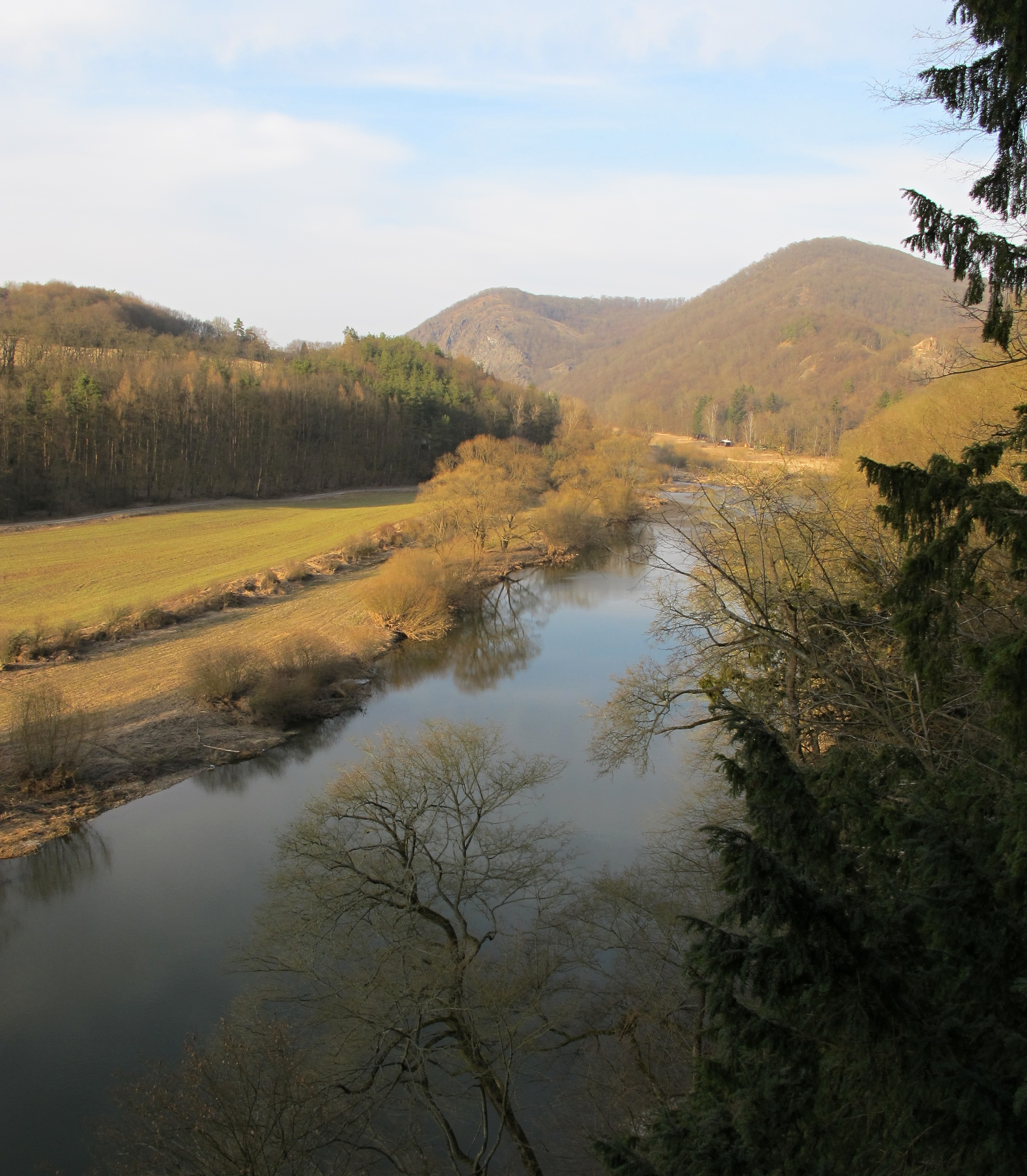
Naturreservat Týřov an der Berounka

Der Landschaftsschutzpark Křivoklátsko (deutsch Pürglitzer Wald) wurde 1978 ausgerufen. Es nimmt eine Fläche von 628 km² ein. Geschützt wird der Landschaftsschutzpark entlang der hügeligen Landschaft des Flusses Berounka und dessen Zuflüssen.
Dazu gehören auch verschiedene Eichenforste, Waldsteppen, Steppe und Felsformationen. Wertvoll ist diese Region auch aus der Sicht der Geologie und Geomorphologie. Die höchste Erhebung ist der Hügel Těchovín (612 m).
Als naturwissenschaftlich bedeutendes Gebiet wurde Křivoklátsko in das internationale Netz der Biosphärenreservate der UNESCO aufgenommen.
Bestrebungen, das Gebiet auch zum Nationalpark zu erklären, werden unterschiedlich bewertet. Während Naturschützer das Vorhaben befürworten, befürchten die Bewohner der Region weitere Einschränkungen in verschiedenen Bereichen wie z. B. im Bauwesen.